# Polyphagie (Medizin)
Als Polyphagie (von altgriechisch πολυφαγία polyphagía, deutsch ‚das Vielessen‘) bezeichnet man in der Medizin einen krankhaft gesteigerten Appetit oder eine krankhaft gesteigerte Nahrungsaufnahme. Die gesteigerte Nahrungsaufnahme kann sowohl organisch als auch psychisch bedingt sein.
Psychische Ursachen sind zum einen Suchtmechanismen (s. Esssucht), bei Tieren auch ein Futterüberangebot oder Futterneid.
Als organische Ursachen kommen eine Reihe von Erkrankungen in Frage. Eine Polyphagie mit Gewichtszunahme ist bei einer Reihe von Hormonstörungen (Nebennierenüberfunktion, krankhaft gesteigerte Insulinspiegel, niedrige Geschlechtshormonspiegel nach Kastration) sowie als Nebenwirkung bestimmter Arzneistoffe (Glukokortikoide, Anabolika, Antikonvulsiva und Betablocker) zu beobachten. Eine Polyphagie ohne Gewichtszunahme wird bei Schilddrüsenüberfunktion, Diabetes mellitus und gestörter Resorption der Nährstoffe im Darm (Malabsorption, Exokrine Pankreasinsuffizienz, Parasitosen, Darmentzündungen, Tumoren) beobachtet.

## Historische Beispiele
- Tarrare